# Roundell Palmer, III conte di Selborne
Roundell Cecil Palmer, III conte di Selborne (Westminster, 15 aprile 1887 – Alton, 3 settembre 1971), è stato un politico inglese.

## Biografia
Era il figlio di William Palmer, II conte di Selborne, e di sua moglie, Lady Beatrix Gascoyne-Cecil, figlia di Robert Gascoyne-Cecil, III marchese di Salisbury. Studiò al Winchester College e all'Università di Oxford.

## Carriera politica
Nel 1910 fu deputato per Newton. Fu segretario privato di suo zio, il sottosegretario di Stato per gli Affari Esteri, Lord Robert Cecil, nel 1916, e vice direttore del Dipartimento del commercio di guerra (1916-1918). Alle elezioni generali del 1918 , fu eletto per Aldershot. Dal 1922 al 1924 fu segretario parlamentare presso il Board of Trade e assistente del Postmaster-General (1924-1929).
Nel 1942 successe al padre alla contea. Nel 1942 divenne ministro dell'Economia di Guerra nel governo Churchill, conservando questa carica fino allo scioglimento del ministero nel  1945.

## Matrimonio
Sposò, il 9 giugno 1910, Grace Ridley (1889-22 settembre 1959), figlia di Matthew White Ridley, I visconte Ridley. Ebbero sette figli:
- Lady Anne Beatrice Maria (1911-2002), sposò il reverendo John Brewis, non ebbero figli;
- William Matthew Palmer, visconte Wolmer (1912-1942);
- John Ralph Roundell Palmer (nato e morto 1914);
- Lady Laura Mary (1915-1999), sposò Cyril Easthaugh, non ebbero figli;
- Lord Jocelyn Robert (1919-1991), sposò Anne Palmer, XI baronessa Lucas, ebbero tre figli;
- Lady Mary Sophia (1920-2001), sposò Anthony Strachey, ebbero quattro figli;
- Lord Edward Roundell (1926-1974), sposò Joanna Bacon, ebbero quattro figli.

Sposò, il 3 marzo 1966, Valerie Thomkahaza, figlia di un politico ungherese.

## Morte
Morì il 3 settembre 1971.

## Ascendenza
|                                                  |                                                |                                           | Genitori                               |  |  | Nonni |  |  | Bisnonni               |  |  | Trisnonni      |  |
|                                                  |                                                |                                           |                                        |  |  |       |  |  | William Jocelyn Palmer |  |  | William Palmer |  |
|                                                  |                                                |                                           |                                        |  |  |       |  |  | William Jocelyn Palmer |  |  | William Palmer |  |
|                                                  |                                                | Mary Horsley                              |                                        |  |  |       |  |  | William Jocelyn Palmer |  |  |                |  |
| Roundell Palmer, I conte di Selborne             |                                                |                                           |                                        |  |  |       |  |  | William Jocelyn Palmer |  |  |                |  |
|                                                  |                                                | Dorothea Roundell                         | Rev. William Roundell                  |  |  |       |  |  |                        |  |  |                |  |
|                                                  |                                                | Dorothea Roundell                         | Rev. William Roundell                  |  |  |       |  |  |                        |  |  |                |  |
|                                                  |                                                | Dorothea Roundell                         | Mary Richardson                        |  |  |       |  |  |                        |  |  |                |  |
| William Palmer, II conte di Selborne             |                                                | Dorothea Roundell                         |                                        |  |  |       |  |  |                        |  |  |                |  |
|                                                  |                                                | William Waldegrave, VIII conte Waldegrave | George Waldegrave, IV conte Waldegrave |  |  |       |  |  |                        |  |  |                |  |
|                                                  |                                                | William Waldegrave, VIII conte Waldegrave | George Waldegrave, IV conte Waldegrave |  |  |       |  |  |                        |  |  |                |  |
|                                                  |                                                | William Waldegrave, VIII conte Waldegrave | Lady Elizabeth Waldegrave              |  |  |       |  |  |                        |  |  |                |  |
| Lady Laura Waldegrave                            |                                                | William Waldegrave, VIII conte Waldegrave |                                        |  |  |       |  |  |                        |  |  |                |  |
|                                                  |                                                | Elizabeth Whitbread                       | Samuel Whitbread                       |  |  |       |  |  |                        |  |  |                |  |
|                                                  |                                                | Elizabeth Whitbread                       | Samuel Whitbread                       |  |  |       |  |  |                        |  |  |                |  |
|                                                  |                                                | Elizabeth Whitbread                       | Lady Elizabeth Grey                    |  |  |       |  |  |                        |  |  |                |  |
| Roundell Palmer, III conte di Selborne           |                                                | Elizabeth Whitbread                       |                                        |  |  |       |  |  |                        |  |  |                |  |
|                                                  | James Gascoyne-Cecil, II marchese di Salisbury | James Cecil, I marchese di Salisbury      |                                        |  |  |       |  |  |                        |  |  |                |  |
|                                                  | James Gascoyne-Cecil, II marchese di Salisbury | James Cecil, I marchese di Salisbury      |                                        |  |  |       |  |  |                        |  |  |                |  |
|                                                  | James Gascoyne-Cecil, II marchese di Salisbury | Lady Mary Emily Hill                      |                                        |  |  |       |  |  |                        |  |  |                |  |
| Robert Gascoyne-Cecil, III marchese di Salisbury | James Gascoyne-Cecil, II marchese di Salisbury |                                           |                                        |  |  |       |  |  |                        |  |  |                |  |
|                                                  |                                                | Frances Mary Gascoyne                     | Bamber Gascoyne                        |  |  |       |  |  |                        |  |  |                |  |
|                                                  |                                                | Frances Mary Gascoyne                     | Bamber Gascoyne                        |  |  |       |  |  |                        |  |  |                |  |
|                                                  |                                                | Frances Mary Gascoyne                     | Sarah Bridget Frances Price            |  |  |       |  |  |                        |  |  |                |  |
| Lady Beatrix Gascoyne-Cecil                      |                                                | Frances Mary Gascoyne                     |                                        |  |  |       |  |  |                        |  |  |                |  |
|                                                  |                                                | Sir Edward Hall Alderson, barone Alderson | Robert Alderson                        |  |  |       |  |  |                        |  |  |                |  |
|                                                  |                                                | Sir Edward Hall Alderson, barone Alderson | Robert Alderson                        |  |  |       |  |  |                        |  |  |                |  |
|                                                  |                                                | Sir Edward Hall Alderson, barone Alderson | Elizabeth Hurry                        |  |  |       |  |  |                        |  |  |                |  |
| Georgina Alderson                                |                                                | Sir Edward Hall Alderson, barone Alderson |                                        |  |  |       |  |  |                        |  |  |                |  |
|                                                  |                                                | Georgina Drewe                            | Edward Drewe                           |  |  |       |  |  |                        |  |  |                |  |
|                                                  |                                                | Georgina Drewe                            | Edward Drewe                           |  |  |       |  |  |                        |  |  |                |  |
|                                                  |                                                | Georgina Drewe                            | Antionette Caroline Allen              |  |  |       |  |  |                        |  |  |                |  |
|                                                  |                                                | Georgina Drewe                            |                                        |  |  |       |  |  |                        |  |  |                |  |